# Интернет в Ирландии

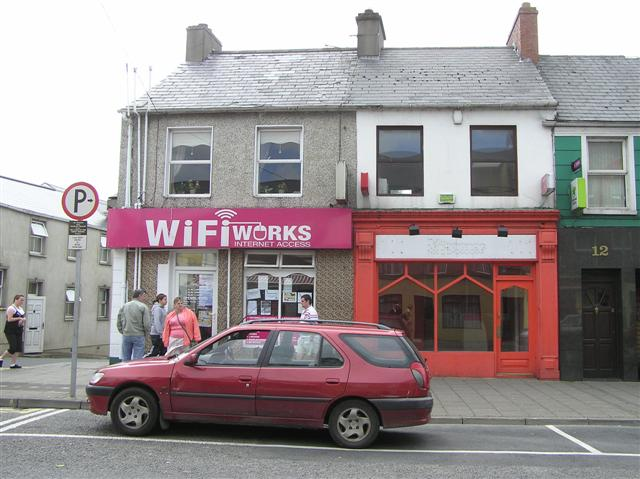
Интернет-кафе в Ирландии, 2009 год

Самая большая телефонная компания в Ирландии Eircom начала разворачивать сети широкополосного доступа в Интернет в 2002 году. На настоящее время в стране действуют более чем 85 интернет-сервис-провайдеров. У жителей страны имеется широкий выбор; вдобавок, достаточно жесткая конкуренция позволила довести стоимость ежемесячной абонентской платы до 40.41 долларов США. Это на 20 % дешевле, чем наблюдается в странах ОЭСР, где стоимость ежемесячной подписки на Интернет составляет 49 долларов США.
Широкополосный доступ сегодня доступен в Ирландии через xDSL, кабельные соединения, беспроводные технологии доступа и спутниковую связь. На ноябрь 2007 года цифровые абонентские линии (DSL) были доступны примерно для 88 % домов и компаний. Общее число подписчиков на широкополосный доступ в Интернет (кабельный, DSL, беспроводной доступ, и т. д.) равняется 1125080 — или, другими словами, скорость проникновения равняется 25,9 %, в соответствии с докладом Q3 2008 (по состоянию на 15 декабря 2008 года). В соответствии с докладом Q3 2008, 59 % домашних хозяйств имеют широкополосный доступ в интернет.
В 2005 году Северная Ирландия стала единственным географическим регионом на Европейском континенте со 100 % покрытием широкополосной сетью Интернет, и одним из нескольких на планете вместе с отдельными регионами в Азии. Это было достигнуто благодаря партнёрству между Департаментом предпринимательства, торговли и инвестиций Северной Ирландии и «Бритиш Телеком».